# Crocidura mariquensis
Crocidura mariquensis is een zoogdier uit de familie van de spitsmuizen (Soricidae). De wetenschappelijke naam van de soort werd voor het eerst geldig gepubliceerd door A. Smith in 1844.